# ルーム・トゥ・リード
ルーム・トゥ・リード（英語: Room to Read）は、マイクロソフトの幹部社員だったジョン・ウッドにより2000年に創設された開発途上国の子どもの人生を読み書きの習得と男女平等の教育機会から変えていくことを目指した国際的なNGO。
“子どもの教育が世界を変える”という信念のもと、すべての子どもが初等教育の間に読み書きと読書習慣を身につけること、女子学生が中等教育を修了することを、現地コミュニティ、パートナー組織、政府機関と協働でサポート。
図書館と学校のネットワーク、現地の言葉で書かれた児童書の出版、女子教育支援プログラムなど独自の施策をもって、2000年から現在までにバングラデシュ、カンボジア、インド、ラオス、ネパール、南アフリカ共和国、スリランカ、ベトナム、ザンビア、タンザニアなど、16か国において低所得コミュニティの子どもの人生を教育から変えつつあるルーム・トゥ・リードは、現在までに（2019年末）で1800万人以上の子ども達の支援を行っている。

## 歩み
ジョン・ウッドは、ある時休暇で訪れたネパールで偶然、現地の小学校を訪問。そこで彼が見たものは、ほんの数冊しか本のない図書館。しかも、そのわずかの本は現地ではとても貴重なもので、子どもたちが勝手に触れて傷めることがないよう、鍵をかけた本棚に厳重にしまわれていた。
本を読みたいのに、本に触れることもできない子どもたちの現実を目の当たりにした彼は、子どもたちに本を贈る仕事を自分の天職であると確信し、マイクロソフトを退職し、ルーム・トゥ・リードを設立。多くの支援者の協力を得て、2000年に初めてネパールの農村地帯に学校と図書館を建設。その後、ベトナム、カンボジア、インド、ラオス、スリランカ、南アフリカ共和国、ザンビア、バングラデシュなど、16か国にて活動の場を広げている。

## 活動理念
ユネスコによれば、世界には今なお、読み書きが出来ない人が7億7千万人おり（うち2/3は女性）、学校に行くことができない子ども達だけでも1億人にのぼる。教育の欠如は、貧困の連鎖を生むだけでなく、母子の健康に悪影響を及ぼし、乳幼児の死亡率を高め、子どもや女性の人権侵害の原因にもなります。開発途上国の経済を発展させ、母親と幼い子どもたちを伝染病から守り、少年兵少女売春などの子どもの人権侵害を無くし、女性を社会的に解放するためには、教育、特に初等教育の普及が最も有効であることは、国連やその他の学術機関による調査で明らかになっている。
この大きな問題に取り組むために、アジア、アフリカの開発途上国において、現地のNGOや村の人々などのコミュニティと協力して、学校や図書館などの教育に必要な施設を建設。また、現地語や英語の図書を寄贈したり、少女が学校に通えるようにするための奨学金を提供するなど、さまざまな方法で教育の機会を提供している。

## 実施プログラム
識字教育プログラム
女子教育プログラム

## サポートしている国々（支援開始年）
- ネパール（2000年）
- ベトナム（2001年）
- カンボジア（2002年）
- インド（2003年）
- ラオス（2005年）
- スリランカ（2005年）
- 南アフリカ共和国（2006年）
- ザンビア（2007年）
- バングラデシュ（2008年）
- タンザニア（2011年）

## これまでの成果（2019年12月更新）
2000年の設立以来、1800万人超の子どもに教育の機会を提供。 

識字教育プログラム
- パートナー校 37,000校
- 支援を行った子ども達 1,430万人
- 毎年研修を行う先生達  1万人
- 1,582タイトルの現地語児童書出版
- 2,600万冊の書籍寄贈

女子教育プログラム
- 85,313名に女子教育プログラムを提供
- 96%：進級率（プログラムを継続している女の子）
- 87%：ライフスキル研修に参加している女の子
- 28,000名が新たにプログラムに参加した女の子

## 日本での活動:認定NPO法人ルーム・トゥ・リード・ジャパン(Room to Read Japan)
2007年4月にジョン・ウッドの本Leaving Microsoft to Change the World（邦題「マイクロソフトでは出会えなかった天職 僕はこうして社会起業家になった」、矢羽野薫訳）に共感したメンバーによって立ち上げられた。
2010年1月に活動の拡大に伴い、職員を採用し、日本事務所ルーム・トゥ・リード・ジャパンを開設（事務局長：松丸佳穂、日本在住の職員は一名）。

同年8月、内閣府より特定非営利活動法人ルーム・トゥ・リード・ジャパンが正式に認可された。2017年2月10日、所轄庁である千葉県より認定NPO法人として認定された。認定NPO法人とは、運営組織・事業活動が適正で公益の増進に寄与する団体として、一定の基準を満たしていると所轄庁の認定をうけたNPO法人をいいます。全NPO法人の中でも、認定NPO法人として認可されている団体は、わずか２％以下。これにより、ルーム・トゥ・リード・ジャパンにご寄付をいただく個人・法人は、税制優遇を受けられるように。
ルーム・トゥ・リード・ジャパンでは、職員は一名ながら、プロボノ企業や個人のサポーターとともに、ファンドレイズ（資金調達）活動と広報・啓発活動を行っている。サポーターの数は1000名以上の日本でも最大級のボランティア組織となっている。
イベント等では必要経費を最小限に抑え、集められた資金のほぼ100％が活動国での教育プログラムに使われるように努めている。
- VALUE BOOKSの「本で寄付する"チャリボン"」を利用して寄付することができます。
- Tポイントを通じて、寄付ができます。「１ポイント＝１円」に換算され、100ポイントで本１冊が届けられ、5000ポイントで1名が1年間の読み書きを受けることができます。
- HEARTiNを通じて、１クリック１円に換算され、100クリックで本１冊が届けられ、5000クリックで1名が1年間の読み書きを受けることができます。【スポンサー】になることで寄付をすることもできます。
- 会社の福利厚生で、「ベネフィットステーション・ベネフィットカフェ」をご利用の方がいらっしゃいましたら、ぜひご支援ください。期限切れ間近のベネフィットポイント（ベネポ）を利用して、ルーム・トゥ・リードに寄付をすることができます。
- BEERS FOR BOOKS  - ビール一杯が本一冊に -

2011年9月、個人寄付者向けの1,000円から参加できるマッチング方式の寄付プログラム「ライブラリークラブ」がスタート。

十分に教育を受けられない環境にいるアジアの子どもたちに、図書室を贈ることを目的としている。

これまでに136の個人、企業、団体の方々から合計350万4000円の寄付を集め、図書室8室と学校をアジアの子どもたち贈っている。
2013年4月、ジョン・ウッドの2冊目の本 Creating Room to Read: A Story of Hope in the Battle for Global Literacy（邦題「僕の「天職」は7000人のキャラバンになった－マイクロソフトを飛び出した社会起業家の成長物語－」、矢羽野薫訳）が発売。前著『マイクロソフトでは出会えなかった天職』の“その後”を伝える内容。スターバックスの出店スピードをもしのぐ勢いで途上国に図書館を建てる “超成長組織” のリーダーとしての、ジョンの苦悩と試行錯誤や途上国で力強く教育への情熱を燃やす子どもたちやスタッフたちの現状をいきいきと伝えている。
書籍紹介
年に１度、ルーム・トゥ・リード・ジャパンが開催する完全招待制のファンドレイズ（資金調達）ガラでは、ひと晩で1～2億円を調達を行っている。

## ソーシャルメディアへの取り組み
Twitter社初のコーポレート・ソーシャル・イノベーション(企業の社会的革新)パートナーとなっており、「国際識字デー」である9月8日に、読み書き能力に対する認識を高めるための独自のソーシャルメディア・キャンペーンを展開。
日本でもTwitterの「社会貢献」カテゴリおすすめユーザーとしても知られているなど、積極的にソーシャルメディアへ取り組んでいる。
- Twitter
- Facebookページ
- Google+ページ
- Mixiページ
- アメブロ